# Selaginella dendricola
Selaginella dendricola là một loài dương xỉ trong họ Selaginellaceae. Loài này được Jenman mô tả khoa học đầu tiên năm 1887.